# Государственный переворот в Сирии (1949)

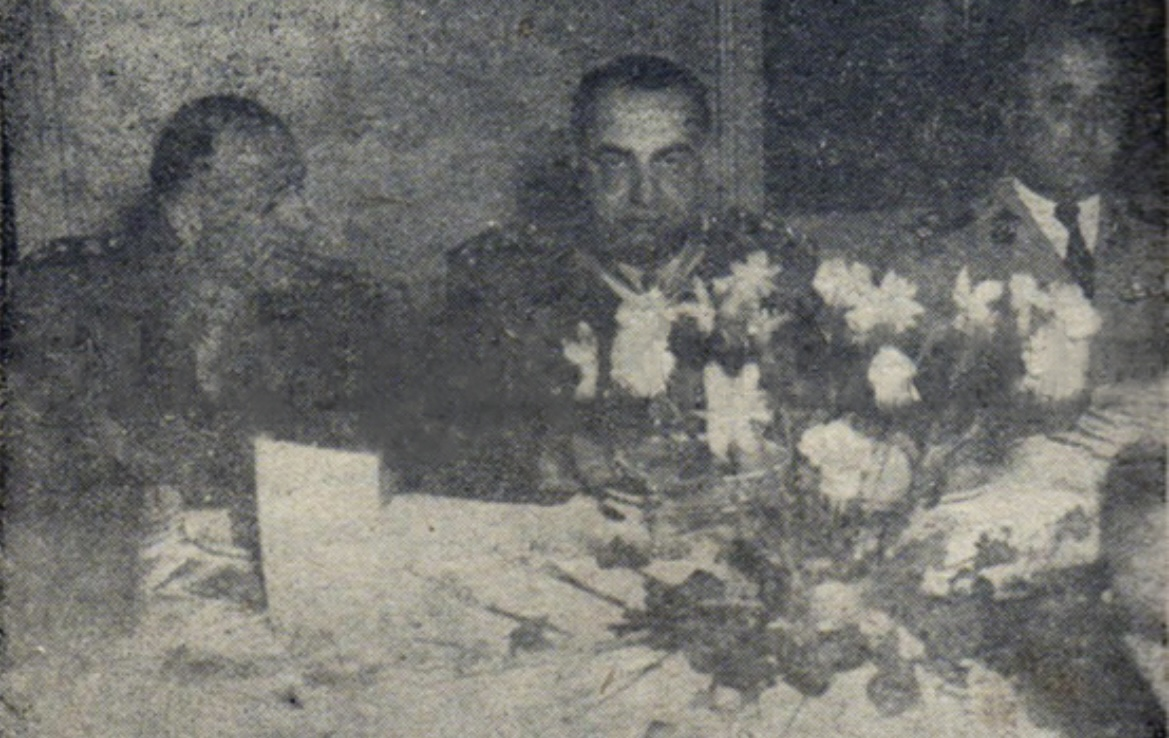
Военные после переворота

Государственный переворот в Сирии 30 марта 1949 года — бескровный военный переворот (араб. 
انقلاب‎: инкыляб), который привёл к свержению первого президента независимой Сирии Шукри аль-Куатли. Одной из причин переворота стало поражение Сирии в ходе арабо-израильского войны 1948 года. К власти в Дамаске пришло правительство полковника Хусни Заима, ориентировавшееся на союз с Египтом и Саудовской Аравией и поддержанное Вашингтоном. 
Цели заговорщиков формулировались таким образом: «Великий арабский народ Сирии не приемлет унижений и капитуляции». Хусни Заим стал президентом Сирии 11 апреля. Его поддержали авторитетные сирийские офицеры такие как Адиб Шишакли. Новое правительство было свергнуто спустя 4 месяца. 
Существует версия о вовлеченности ЦРУ в этот переворот.